# 花水坂站
花水坂站（日语：／ Hanamizuzaka eki */?）是位於福島縣福島市飯坂町字町裏5番1號，福島交通的飯坂線車站。

## 歷史
- 1924年（大正13年）4月13日 - 福島飯坂電氣軌道飯坂站（日语：／）啟用。當時為飯坂線的終點站。
- 1927年（昭和2年）3月23日 - 車站改名為花水坂站。
- 2007年（平成18年） - 車站進行翻新工程，設置候車室，加設閉路電視。

## 車站構造
此站是地面車站，設有1面1線的單式月台。
此站是整日無人車站，過去曾經此站是有人車站。車站遺留了車站職員房間。
站內設有乘車站證明票發行機和候車室。

## 使用狀況
在2010年度的乘車人次為211人。
以下為近年1日平均上落、乘車人次列表：
| 年度   | 1日平均 乘車人次 | 1日平均 上下車人次 |
| ------ | ---------------- | ------------------ |
| 2010年 | 211              |                    |
| 2011年 |                  | 480                |
| 2012年 |                  | 447                |
| 2013年 |                  | 501                |
| 2014年 |                  | 565                |
| 2015年 |                  | 575                |
| 2016年 |                  |                    |
| 2017年 |                  |                    |
| 2018年 |                  | 531                |

## 車站周邊
- 福島市政廳飯坂分所·飯坂學習中心
- 乙和公園（日语：乙和公園）
- 福島片岡鶴太郎美術庭園
- 十綱之湯（公共浴場）
- 大門之湯（分共浴場）
- 國道399號（日语：国道399号）（飯坂繞道（日语：飯坂バイパス））
- 福島縣道3號福島飯坂線（日语：福島県道3号福島飯坂線）
- 福島縣道5號上名倉飯坂伊達線（日语：福島県道5号上名倉飯坂伊達線）支線
- 福島縣道313號中野梍町線（日语：福島県道313号中野梍町線）

## 相鄰車站
福島交通
飯坂線
醫王寺前－花水坂－飯坂溫泉

## 注腳
1. ↑  福島市公共交通活性化基本計画PDF（日語） - 福島市，2012年，22頁
2. ↑  國土數値情報(不同車站上落客數據)2011-2015年  （页面存档备份，存于）（日語） - 國土交通省，國土數値情報(不同車站上落客數據)2018年  （页面存档备份，存于） - 國土交通省，2019年9月3日參閲

## 外部連結
- 福島交通 - 飯坂線 花水坂駅 （页面存档备份，存于）（日語）